# Stenen Kamer (Kerk-Avezaath)
De Stenen Kamer was sinds de 16e eeuw een boerderij gelegen in het Gelderse Kerk-Avezaath in de gemeente Buren. In 1998 werd de boerderij gesloopt ten behoeve van de aanleg voor de Betuweroute.

## Geschiedenis
Voordat de Betuweroute werd aangelegd werd ter plaatse archeologisch onderzoek verricht. Daaruit bleek dat het terrein sinds de 14e eeuw permanent bewoond werd. De boerderij werd meerdere malen verbouwd. De grond waarop de boerderij stond werd opgehoogd tegen het wassende water van de Linge. Ook werden er schuren gebouwd en afgebroken.

## Bron
- Website: knaw.nl, Jongste, P.F.B. (1996), Aanvullend Archeologisch onderzoek in het tracé van de Betuweroute, Buren Stenen Kamer
- Website: archeologiebetuweroute.nl